# Холокост в Березинском районе
Холокост в Бере́зинском районе — систематическое преследование и уничтожение евреев на территории Березинского района Минской области оккупационными властями нацистской Германии и коллаборационистами в 1941—1944 годах во время Второй мировой войны, в рамках политики «Окончательного решения еврейского вопроса» — составная часть Холокоста в Белоруссии и Катастрофы европейского еврейства.

## Геноцид евреев в районе
Березинский район был полностью оккупирован немецкими войсками в июле 1941 года, и оккупация продлилась более трёх лет — до 3 июля 1944 года. Нацисты включили Березинский район в состав территории, административно отнесённой к зоне армейского тыла группы армий «Центр». Комендатуры — полевые (фельдкомендатуры) и местные (ортскомендатуры) — обладали всей полнотой власти в районе.
Во всех крупных деревнях района были созданы районные (волостные) управы и полицейские гарнизоны из коллаборационистов.
Для осуществления политики геноцида и проведения карательных операций сразу вслед за войсками в район прибыли карательные подразделения войск СС, айнзатцгруппы, зондеркоманды, тайная полевая полиция (ГФП), полиция безопасности и СД, жандармерия и гестапо.
Одновременно с оккупацией нацисты и их приспешники начали поголовное уничтожение евреев. «Акции» (таким эвфемизмом гитлеровцы называли организованные ими массовые убийства) повторялись множество раз во многих местах. В тех населенных пунктах, где евреев убили не сразу, их содержали в условиях гетто вплоть до полного уничтожения, используя на тяжелых и грязных принудительных работах, от чего многие узники умерли от непосильных нагрузок в условиях постоянного голода и отсутствия медицинской помощи.
За время оккупации практически все евреи Березинского района были убиты, а немногие спасшиеся в большинстве воевали впоследствии в партизанских отрядах.

## Гетто
Оккупационные власти под страхом смерти запретили евреям снимать желтые латы или шестиконечные звезды (опознавательные знаки на верхней одежде), выходить из гетто без специального разрешения, менять место проживания и квартиру внутри гетто, ходить по тротуарам, пользоваться общественным транспортом, находиться на территории парков и общественных мест, посещать школы.
Немцы, реализуя нацистскую программу уничтожения евреев, создали на территории района 3 гетто.
- В гетто города Березино (лето 1941 — июль 1942) были замучены и убиты более 1000 евреев из Березино и соседних деревень.
- В гетто в поселке Богушевичи (конец лета 1941 — декабрь 1941) были убиты около 400 евреев из Богушевичей и ближних деревень.

### Гетто в Боровино
Деревня Боровино (Беревино) была оккупирована с 3 июля 1941 года до 2 июля 1944 года. Гетто в деревне просуществовало до 28 ноября 1942 года, когда нацисты убили последних 240 евреев. В 1975 году на братской могиле был установлен памятник.

## Случаи спасения и «Праведники народов мира»
Немногим евреям во время «акций» удалось спрятаться на чердаках, в подвалах и в «малинах» (заранее сооружённых тайниках). Большинство из них после побега присоединились к партизанам. В Богушевичах чудом спаслась Хая Шустерович, а её четверо детей погибли. Зина Левина-Малярчук и ещё 17 евреев сумели убежать, воспользовавшись замешательством охраны, и присоединиться к партизанам. Также в ноябре 1941 года сумел сбежать 15-летний Реувен (Роман) Плакса со старшим братом. Мальчик Меламед (Меламедзон) был укрыт на время неизвестной семьёй.
Девять жителей Березинского района были удостоены почетного звания «Праведник народов мира» от израильского мемориального института «Яд ва-Шем» «в знак глубочайшей признательности за помощь, оказанную еврейскому народу в годы Второй мировой войны»:
- Косоковские Владимир, Варвара и Александр — за спасение Зинаиды Краснер в Березино[13];
- Круглик Поликарп, его жена, Иван, Николай, Антон — за спасение сестер Тамары и Елизаветы Зориных[14];
- Нина Кононовна Гайдук (Гринберг) — за спасение Евгении Гузик и ее брата Петра[9][15].

## Увековечивание памяти
Памятники жертвам Холокоста в районе установлены в Березино, Богушевичах и Боровино.
Опубликованы неполные списки убитых в Березинском районе евреев.